# 馬拉尼翁河

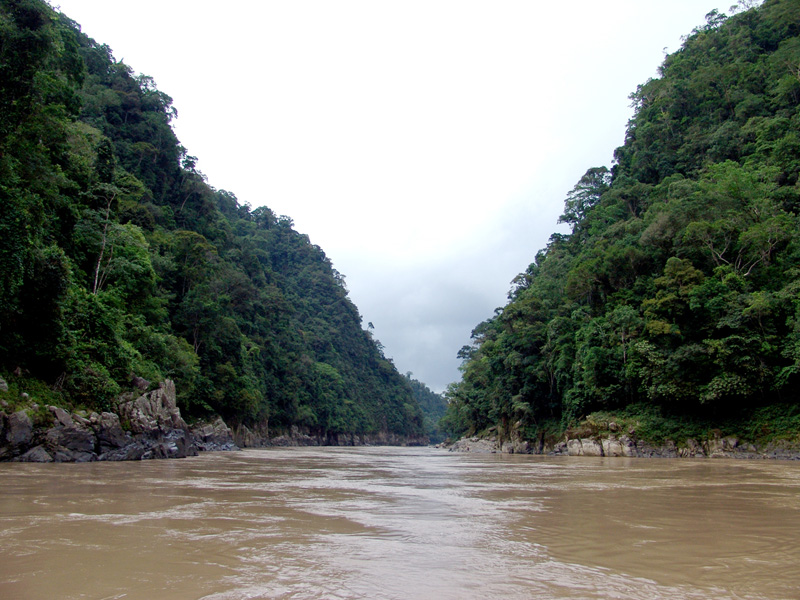
馬拉尼翁河

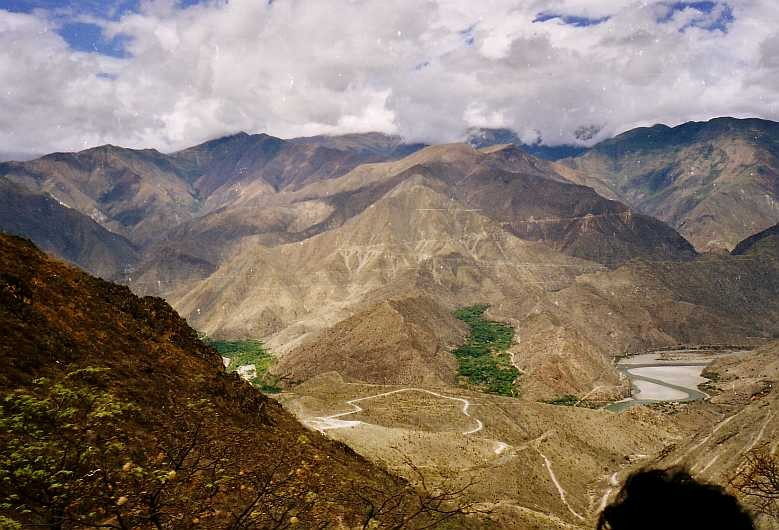
馬拉尼翁河谷

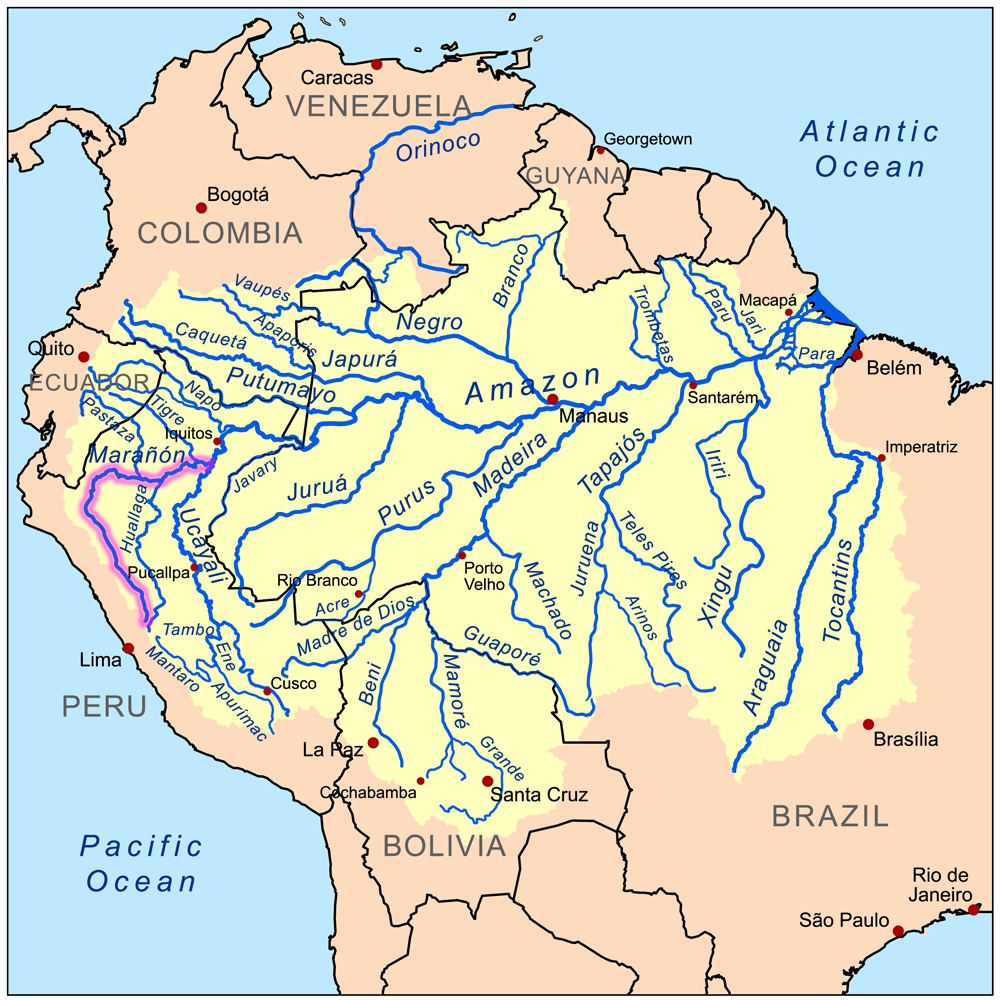
亞馬遜盆地（紫色為馬拉尼翁河）

馬拉尼翁河（西班牙語：Río Marañón）發源自秘魯利馬東北160公里，向西北方向流經安第斯山脈河谷到達南緯5度36分，然後轉往東北方向橫越安第斯山脈，與烏卡亞利河（Ucayali River）匯流，成為亞馬遜河。
7°58′03″S 77°17′52″W / 7.967438°S 77.297745°W